# Herdenkingszaal František Drdla
De Herdenkingszaal František Drdla (Tsjechisch: Pamětní síň Františka Drdly) is een museumruimte in de Kunstbasisschool František Drdla in de stad Žďár nad Sázavou, Tsjechië. De zaal is gewijd aan de musicus František Drdla. De herdenkingszaal werd geopend in 1988 en werd opgericht door de stad Žďár nad Sázavou.

## Geschiedenis
De kunstschool in Žďár is gesticht in 1927. De school ontwikkelde zich en veranderde in 1988 de naam van Volkskunstschool (Lidová škola umění) in Volkskunstschool František Drdla (Lidová škola umění Františka Drdly). Bij deze gelegenheid werd in de vertrekken van de school de herdenkingszaal aan Drdla geopend.
In 1990 werd de school hernoemd naar Kunstbasisschool František Drdla (Základní umělecká škola Františka Drdly).
Sinds januari 2010 vindt een digitalisatie van de stukken in de herdenkingszaal plaats.

## Expositie
De expositie is geplaatst in een vertrek bij de ingang in de school. Er worden allerlei voorwerpen uit zijn leven getoond, waaronder zijn vleugel en voorwerpen uit zijn woning. Te zien zijn verder zijn buste, foto's, krantenknipsels en allerlei geschriften, zoals composities, bladmuziek en plakkaten van zijn concerten.